# 農産物価格安定法
農産物価格安定法（のうさんぶつかかくあんていほう、昭和28年8月17日法律第225号）は、米麦に次いで重要な農産物の価格が適正な水準から低落することを防止し、もってその農産物の生産の確保と農家所得の安定に資することを目的として制定された法律である。
砂糖の価格調整に関する法律及び独立行政法人農畜産業振興機構法の一部を改正する等の法律（平成18年6月21日法律第89号）附則11条により廃止（2007年4月1日施行）され、一部はでん粉の価格調整として「砂糖及びでん粉の価格調整に関する法律」に引き継がれた。

## 構成
廃止時点のもの
- 第1条（目的）
- 第2条（買入れ）
- 第3条（優先買入）
- 第4条（かんしよ及びばれいしよの価格維持のための措置）
- 第5条（買入価格）
- 第6条（買入価格等の改定）
- 第7条（売渡し及び売渡価格）
- 第8条（生産者団体に対する措置）
- 第8条の2（かんしよ又はばれいしよの価格に関する勧告）
- 第9条（農産物等に関する調査）
- 第10条（権限の委任）
- 附則
- 附則（昭和31年6月13日法律第151号）
- 附則（昭和41年7月26日法律第136号）
- 附則（昭和53年7月5日法律第87号）
- 附則（平成6年12月14日法律第114号）
- 附則（平成11年12月22日法律第160号）
- 附則（平成12年4月5日法律第35号）